# Prime Seal Island
Prime Seal Island è un'isola che fa parte di un sottogruppo delle isole Furneaux, il Prime Seal Island Group, in Tasmania (Australia). L'isola appartiene alla municipalità di Flinders e si trova nello stretto di Bass, a ovest di Flinders Island (la maggiore delle Furneaux). Prime Seal ha una forma allungata e una superficie di 12,8 km². Di composizione calcarea su base granitica, ha notevoli caratteristiche carsiche, grotte comprese.
Fanno parte del gruppo Prime Island: Bird Island, Low Islets, Wybalenna Island e Sentinel Island.

## Fauna
L'isola viene affittata per l'agricoltura ed il pascolo di pecore e bovini, ed è habitat del nativo pademelon della Tasmania. Tra le specie di uccelli marini e trampolieri si registrano la berta codacorta (una specie di Ardenna) e la beccaccia di mare fuligginosa. Nidifica su Prime Seal l'aquila pescatrice panciabianca. Tra i rettili si conta il serpente tigre, il Niveoscincus metallicus e la Bassiana duperreyi. Sono stati introdotti sull'isola il topo comune, il gatto e il pavone indiano.